# Punsch
Il punsch, anche noto come militär punsch o arrack punsch, è un tipo di punch svedese a base di arrak. Ha un sapore dolce e speziato, un'alta gradazione alcolica (25%) e può essere consumato caldo o freddo.

## Etimologia
Si suppone che il termine punsch sia il frutto di un adattamento alle regole ortografiche della lingua svedese e tedesca del termine inglese punch, che fa riferimento a una bevanda di origine indiana che venne importata in Europa dagli inglesi durante il diciottesimo secolo (in Svezia, il più noto punch prende invece il nome di bål, ovvero "ciotola").

## Storia
Il punsch ebbe origine intorno al 1733, anno a partire dal quale la Compagnia svedese delle Indie orientali iniziò a importare arrak a Göteborg, in Svezia. Dopo essere stata inizialmente popolare fra i più ricchi, l'arrak si diffuse rapidamente fra le altre classi sociali divenendo una bevanda nazionale e diventando l'ingrediente base per la preparazione del punsch.

Una delle prime ricette per preparare il punsch viene riportata in un libro del 1771 di Carl Gustaf Ekeberg:
A conferma della notorietà di cui vantava il punsch in Svezia durante il Settecento vi sono diverse opere che citano la bevanda fra cui Bacchi Tempel (1783), Fredmans epistlar (1790) e Fredmans sånger (1791) di Carl Michael Bellman.
Tuttavia, il liquore raggiunse l'apice della notorietà verso la fine del diciannovesimo secolo, periodo in cui si diffuse l'usanza di consumare il punsch nelle punschveranda, piccole verande di vetro presenti in molte ville svedesi.
Durante il giovedì, il punsch viene tradizionalmente servito caldo insieme alla zuppa di piselli gialli e maiale svedese (ärtsoppa) e ai pancake.

## Usi culinari
Il punsch funge da ingrediente per preparare molte bevande e cocktail alcolici, fra cui il glögg (un vin brulé tipico dei paesi scandinavi), il Malecon (con gin e rum), il Doctor (con rum e lime), il Diki-Diki (con brandy di mele e succo di pompelmo) e il Guldkant (con cognac). Funge anche da ingrediente per preparare alcuni dolci come i dammsugare e le punschpralin al cioccolato e può anche essere usato per preparare il runebergintorttu.